# サンコー (北海道)
株式会社サンコーは、北海道札幌市に本社を置き、複写と情報処理サービスを行う日本の企業。

## 事業内容
- 複写業
- 情報処理業
  - 官公庁や民間企業に向けた、紙情報を電子化するファイリング事業[1]を展開。

## 沿革
- 1959年 三光青写真商会として設立。
- 1963年 株式会社サンコーに組織変更。